# قوة مهام حاملات الطائرات السريعة
كانت قوة مهام حاملات الطائرات السريعة (TF 38 عند تعيينها في الأسطول الثالث، TF 58 عند تعيينها في الأسطول الخامس)، القوة الضاربة الرئيسية للبحرية الأمريكية في حرب المحيط الهادئ من يناير 1944 حتى نهاية الحرب في أغسطس 1945. وكانت مكونة من عدة مجموعات مهام منفصلة، تشكل كل منها عادةً من ثلاث إلى أربع حاملات طائرات وسفنها الداعمة. كانت سفن الدعم عبارة عن سفن حماية من المدمرات والطرادات والبوارج السريعة المُدشنة حديثاً.

## منشورات
- Huggins، Mark (مايو–يونيو 1999). "Setting Sun: Japanese Air Defence of the Philippines 1944–1945". Air Enthusiast ع. 81: 28–35. ISSN:0143-5450.
- Potter، E.B. (2005). Admiral Arliegh Burke. U.S. Naval Institute Press. ISBN:978-1-59114-692-6.
- Reynonds, Clark (1968). The Fast Carriers. U.S. Naval Institute Press. ISBN:1-55750-701-5.
- Taylor، Theodore (1954). The Magnificent Mitscher. Naval Institute Press. ISBN:1-59114-850-2.
- Willmott، H.P. (1984). June, 1944. Blandford Press. ISBN:0-7137-1446-8.

## وصلات خارجية
- Details of TF 38 ships and campaigns
- Details of TF 58 ships and campaigns